# Lars Erik Röstlund

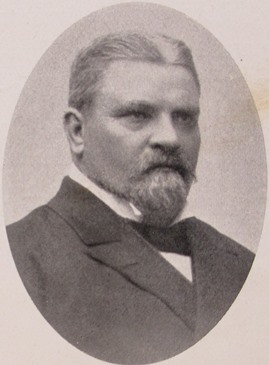
Lars Erik Röstlund.

Lars Erik Röstlund, född 31 oktober 1847 i Söderhamn, död där 22 april 1920, var en svensk bankman och vicekonsul.
Röstlund var under flera år inspektor vid Långrörs sågverk vid Sandarne, delägare i Gabriel Schönings trävarufirma i Söderhamn och vicekonsul för Portugal där från 1904. Han var huvudman i Söderhamns stads Sparbank 1903–1920, direktör där 1909–1920 och byggnadskommitterad vid uppförandet av Sparbankhuset i Söderhamn 1913–1914.
Kontraktsprosten Carl August Tollin skrev: "Det har sagt om honom, att han på sin tid säkerligen var Söderhamns mest insiktsfulle kommunalman. Därtill var han så kraftfull och energisk som någon kunde vara det. Därmed har den mannen säkerligen haft det allra största inflytande på Söderhamns utveckling i alla riktningar och det i många års tid."